# بلتن
بلتن (به عربی: بلتن) شهری در چاد است که در Wadi Fira واقع شده‌است. بلتن ۱۱٬۸۴۰ نفر جمعیت دارد.

## جمعیت‌شناسی
| سال  | جمعیت  |
| ---- | ------ |
| ۱۹۹۳ | ۸۱۰۰   |
| ۲۰۰۹ | ۱۱٬۸۴۰ |